# Mountain (Dakota Północna)
Mountain – miasto w Stanach Zjednoczonych, w stanie Dakota Północna, w hrabstwie Pembina.